# Desa Bunutin (administrativ by i Indonesien, lat -8,30, long 115,26)
Desa Bunutin är en administrativ by i Indonesien.   Den ligger i provinsen Provinsi Bali, i den sydvästra delen av landet, 1 000 km öster om huvudstaden Jakarta. Desa Bunutin ligger på ön Bali.